# Bönigen
Bönigen es una comuna suiza del cantón de Berna, situada en el distrito administrativo de Interlaken-Oberhasli. Limita al norte con el lago de Brienz y las comunas de Ringgenberg y Niederried bei Interlaken, al noreste con Iseltwald, al sureste con Gündlischwand, al suroeste con Gsteigwiler y Wilderswil, y al oeste con Matten bei Interlaken e Interlaken.
Hasta el 31 de diciembre de 2009 situada en el distrito de Interlaken.